# Unilinearny system pokrewieństwa

## Wstęp
Unilinearny system pokrewieństwa – jeden z dwóch, obok bilateralnego systemu pokrewieństwa, w którym pochodzenie wyprowadza się z linii żeńskiej lub męskiej, albo też wyjątkowo przemiennie w każdym pokoleniu - przemienny system pokrewieństwa. 

## Geneza
Przedstawiciele szkoły ewolucjonistycznej tacy jak Lewis Morgan, Edward Burnett Tylor, J.J. Bachoffen przyjmowali. że system ten był pierwotny w stosunku do bilateralnego systemu. Według nich z matrylinearnego systemu pochodzenia powstały najpierw instytucje patriarchalne, a ich rozpad przyczynił się do powstania bilateralnego systemu. Podobny pogląd podzielają także Alfred Reginald Radcliffe-Brown, E.E. Evans-Pritchard czy M. Fortes. Według Radcliffe'a-Browna ,,niewiele jest, jeśli w ogóle istnieją w ogóle istnieją, społeczeństwa, w których nie występowałoby uznanie pochodzenia unilinearnego"
Natomiast przedstawiciele dyfuzjonizmu oraz Alexander A. Goldenweiser, Robert Harry Lowie i Alfred Louis Kroeber uznali na odwrót pierwotność systemu bilateralnego z którego najpierw wyłonił się patrylinearny system pokrewieństwa, a na koniec z niego matrylinearny.

## Występowanie
System unilinearny został stwierdzony u prawie 2/3 społeczeństw świata. Występuje on - jak stwierdził to D.F. Aberle - bardzo często u społeczeństw o gospodarce kopieniaczej i rolniczej. Społeczeństwa patrylinearne są typowe dla społeczeństw pasterskich, zaś matrylinearne dla społeczeństw kopieniaczych. G. P. Murdock stwierdził wśród 557 badanych społeczeństw występowanie najczęściej pokrewieństwa patrylinearnego przed matrylinernym.